# Guararé Arriba
Guararé Arriba es un corregimiento ubicado en el distrito de Guararé en la provincia panameña de Los Santos. En el año 2010 tenía una población de 394 habitantes y una densidad poblacional de 45,6 personas por km².